# Formação Açuruá
A Formação Açuruá é uma das formações geológicas  que, junto às formações Lagoa de Dentro e Ouricuri do Ouro, compõem o Grupo Paraguaçu do Supergrupo Espinhaço e que caracterizam a Chapada Diamantina, região central do estado brasileiro da Bahia.
Com altitude entre 900-450 m, é composta por "metarenitos, metassiltitos e metargilitos de ambiente marinho raso e litorâneo".